# Калинин, Николай Тихонович
Николай Тихонович Калинин (1925—1943) — красноармеец Рабоче-крестьянской Красной Армии, участник Великой Отечественной войны, Герой Советского Союза (1944 — посмертно).

## Биография
Родился 25 марта 1925 года в селе Ижморка, Ижморского района (ныне — в составе Кемеровской области). Окончил школу-семилетку, после чего работал связистом на станции «Берикульская» Западно-Сибирской железной дороги.
В начале 1943 года был призван на службу в Рабоче-крестьянскую Красную Армию. Учился в Кемеровском пехотном училище, но не доучившись, был направлен на фронт стрелком 5-й роты 2-го стрелкового батальона 310-го гвардейского стрелкового полка 110-й гвардейской стрелковой дивизии Степного фронта. Отличился во время битвы за Днепр.
29 сентября 1943 года одним из первых переправился через Днепр в районе села Куцеволовка. Последующие три недели принимал активное участие в боях за расширение плацдарма. Так, во время боя за высоту 180,7 он первым ворвался в немецкую траншею, уничтожив 12 немецких солдат и взяв в плен ещё одного. 20 октября 1943 года под вражеским огнём доставил донесение к позициям противотанковой батареи с приказом открыть огонь по немецким танкам. В том бою он был убит осколками разорвавшегося снаряда. Похоронен в братской могиле в селе Куцеволовка.
Указом Президиума Верховного Совета СССР «О присвоении звания Героя Советского Союза офицерскому, сержантскому и рядовому составу Красной Армии» от 22 февраля 1944 года за «образцовое выполнение боевых заданий командования при форсировании реки Днепр, развитие боевых успехов на правом берегу реки и проявленные при этом отвагу и геройство» был удостоен посмертно высокого звания Героя Советского Союза. Также посмертно был награждён орденом Ленина.
Память
В его честь названа улица в посёлке Красные Орлы.